# جون تي. غريسبي
جون تي. غريسبي هو محامي وسياسي أمريكي، ولد في 4 يناير 1890 في سو فولز في الولايات المتحدة، وتوفي في 14 يناير 1977 في ميزوري في الولايات المتحدة. نشط حزبياً في الحزب الديمقراطي. وقد انتخب نائب حاكم جنوب داكوتا ‏.